# 氧化加成
氧化加成反應是有機金屬化學中重要的反應之一。氧化加成反應會使金屬中心的氧化數及配位数都增加。而還原消除反應即為其逆反應。氧化加成反應和還原消除反應常是催化循环中的步驟之一。
還原消除反應是氧化加成反應的逆反應，也是有機化學的重要反應。

## 在有機金屬化學中的角色
過渡金屬的氧化反應會讓其電子組態中的dn減少電子，多半會減少二個。氧化加成常出現在金屬為鹼性，或是金屬容易氧化的情形。氧化数的金屬多半會符合其中一個條件，不過高氧化態的金屬也可能會出現氧化加成，例如以下Pt(II)被氯氧化：
[PtCl4]2− + Cl2 → [PtCl6]2−
依經典有机金属化学的概念，以上反應中金屬的氧化態以及配合物的電子計數都增加了2。也有可能增加一個電子事實上有些氧化加成反應就是用持續的變化一個電子而繼續進行的。氧化加成可以在金屬中插入許多不同的配體，不過最常見的是H–H鍵、H–X鍵和C–X鍵，因為這些是商業應用中最常用到的配體。
氧化加成需要金屬複合物有空的配位位點（coordination site），因此常見於有四個或五個配體的配合物。
還原消除是氧化加減的逆反應。若新生成的X–Y鍵很強的話，常會出現還原消除。若要出現還原消除，X和Y這,兩者官能基彼此都要鄰近金屬的配位域。在許多形成C–H鍵或C–C鍵的化學反應中，還原消除是其主要的反應。。

## 機制
依照中心金屬原子和配體的不同，氧化加成反應有幾種不同的進行方式。

### 协同路徑
非極性分子（如氫分子、碳氫鍵）的氧化加成反應會以协同路徑進行。這類的配體分子缺乏π键，因此會形成三中心的σ錯合物，後續會有分子內配體的配體鍵斷裂（可能是因為提供電子對給內配體鍵的sigma*軌域）以形成氧化的配合物。所得的配體多半會相鄰，不過也有其他的幾何異構。
单质分子（例如H2）的加成就會使用此機制加成。許多C–H鍵活化反應也依此协同路徑，形成M–(C–H)抓氢錯合物。
以下用Vaska配合物 trans-IrCl(CO)[P(C6H5)3]2 和氫的反應來說明。此反應的生成物配體中有三個陰離子：Cl−及二個H−，因此可看出中心金屬被氧化，由 Ir(I) 變成 Ir(III)。反應物的金屬配合物有16個價電子，其配位數為4，而反應後有18個價電子，其配位數為6。
在形成双三角锥形雙氫中間體之後，H–H鍵會破裂，是因為電子會回饋給H–H σ*-軌域，也就是σ配合物。此系統也會進行化学平衡，其逆反應是和金屬中心配位的雙氫和金屬原子分離，同時金屬原子被還原。
提供電子到H–H σ*-軌域以分解H–H鍵的作法，適用於富電子的金屬。协同機制會產生順式的雙氫配合物，其他氧化加成路徑，依立體化學的觀點，比較不會產生順式的加成物。

### SN1
有些氧化加成反應的進行方式類似有機化學中著名的双分子亲核取代反应。金屬中心親核攻擊配體中電負度較低的原子，使得R–X鍵斷裂，形成[M–R]+化合物。接下來的步驟是陰離子快速的和陽離子金屬中心配位。例如以下是用碘甲烷還原平面正方形錯合物：
此機制會假設加入的是親電性的基團，例如卤代烷烃及卤素。

### 離子
氧化加成反應的離子機制類似SN2反應，會讓兩個不同配體碎片分段加成。主要的差異是離子機制的基團在接觸金屬中心之前，是溶解在溶液中的。像氯化氢的加成就是離子氧化加成反應的一個例子。

### 自由基
卤代烷烃以及類似的基團，除了用SN2反應加成之外，也可以透過自由基機制和金屬中心加成，不過其中一些步驟仍有爭議。目前已有一般接受的反應，不過Lednor和其同事有提出一個例子。
起始
[(CH3)2C(CN)N]2 → 2 (CH3)2(CN)C• + N2
(CH3)2(CN)C• + PhBr → (CH3)2(CN)CBr + Ph•
增長
Ph• + [Pt(PPh3)2] → [Pt(PPh3)2Ph]•
[Pt(PPh3)2Ph]• + PhBr → [Pt(PPh3)2PhBr] + Ph•

## 應用
氧化加成反應及還原消除反應出現在許多有均相催化劑參與的反應中，例如氢化、氢甲酰化反应、氫化矽烷化反應等。像是铃木反应、根岸偶联反应及薗頭耦合反應等交叉偶聯反應中也會出現氧化加成反應。